# Racchetta da tennistavolo

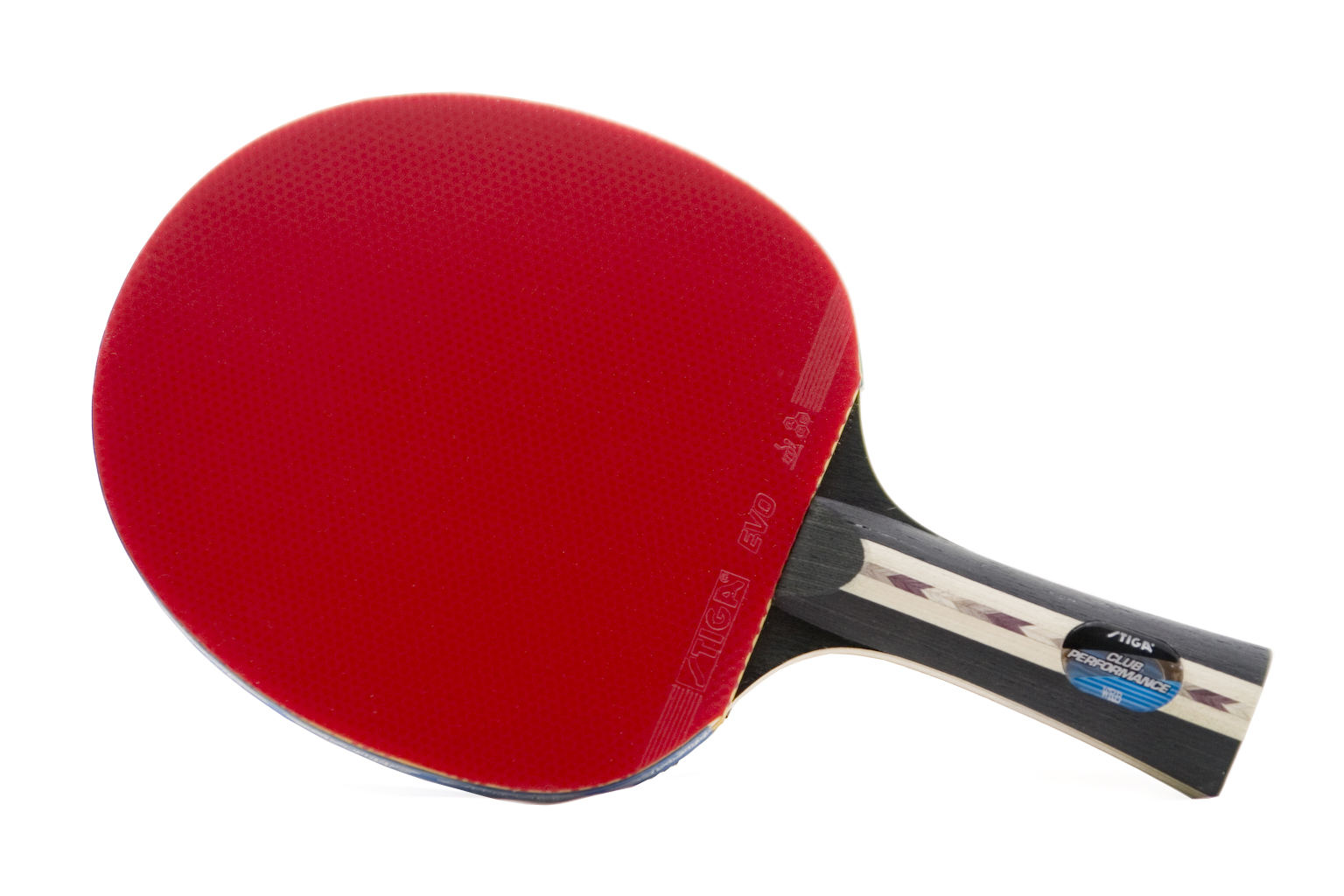
Racchetta da tennistavolo

La racchetta da tennistavolo (o racchetta da ping pong) utilizzata nelle competizioni di tennistavolo può essere di qualsiasi dimensione, forma o peso, tuttavia la lama deve essere piatta e rigida. Inoltre, almeno l'85% del materiale della racchetta in termini di spessore deve essere fatto di legno naturale.
Vi sono due tipologie di manico: quello corto per quanti giochino con impugnatura "a penna" (o "a penna giapponese") e quello standard per consentire l'impugnatura classica. 
Prima dell'inizio di una partita, le racchette di ogni giocatore devono essere controllate dagli arbitri e possono essere visionate dal giocatore avversario. Una volta che la partita è iniziata, la racchetta può essere cambiata solo in caso di rottura accidentale e con il consenso dell'arbitro.

## Gomme

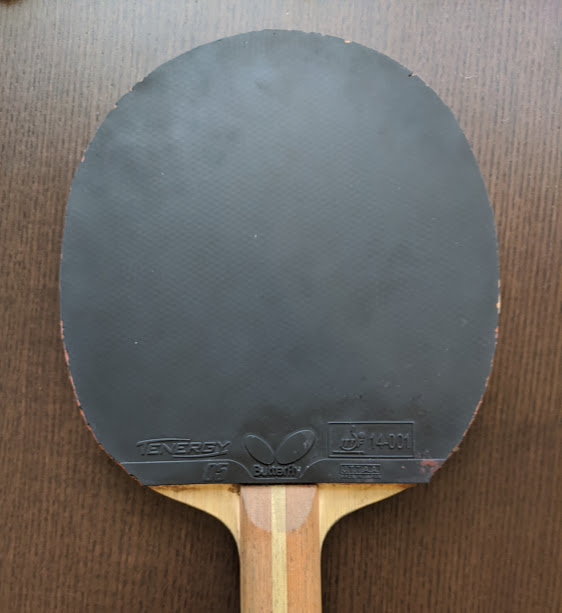
Retro della racchetta

Il lato della racchetta utilizzato per colpire la pallina deve essere ricoperto da una gomma con tasselli verso l'esterno di spessore massimo di 2 mm o una gomma "sandwich" con tasselli verso l'interno o verso l'esterno di spessore massimo di 4 mm.
Le racchette devono avere almeno un materiale di copertura che non dovrebbe estendersi oltre i limiti della lama della racchetta e non dovrebbe essere abbastanza corto da consentire alla pallina di colpire direttamente il legno della racchetta. Sino a poco tempo fa i colori delle superfici dovevano essere rosso e nero. Dalla stagione 2022-23 la federazione internazionale ha consentito l'uso di ulteriori colori; questi possono essere rosso, verde, blu, rosa o viola, ma tutte le racchette devono essere omologate ITTF. Un lato nero resta obbligatorio. I colori devono essere uniformi e opachi. Anche se un lato non ha fodera, questi colori devono essere applicati su ciascun lato della racchetta.
Esistono plurime tipologie di gomma, per conformarsi allo stile di gioco adottato. Le più comuni sono liscia (di vario spessore), "puntinata" con tasselli di varia lunghezza e di solito usata per gioco di contenimento. Non è possibile trattare le superfici di gioco con additivi.